# Schmutter
Die Schmutter ist ein 96 Kilometer langer Fluss im bayerischen Regierungsbezirk Schwaben und ab der Einmündung des Biberbaches ein Gewässer erster Ordnung, der nach durchweg etwa nördlichem Lauf gegenüber von Donauwörth von rechts in die Donau mündet.

## Name
Das Gewässer wird im 10. Jahrhundert als Smuttura erstmals urkundlich erwähnt. Laut dem Wasserwirtschaftsamt Donauwörth, ohne nähere Quellenangabe, stammt der Name Schmutter aus dem Germanischen und bedeutet die morastige, die durch Moor fließende Ache.

## Geographie

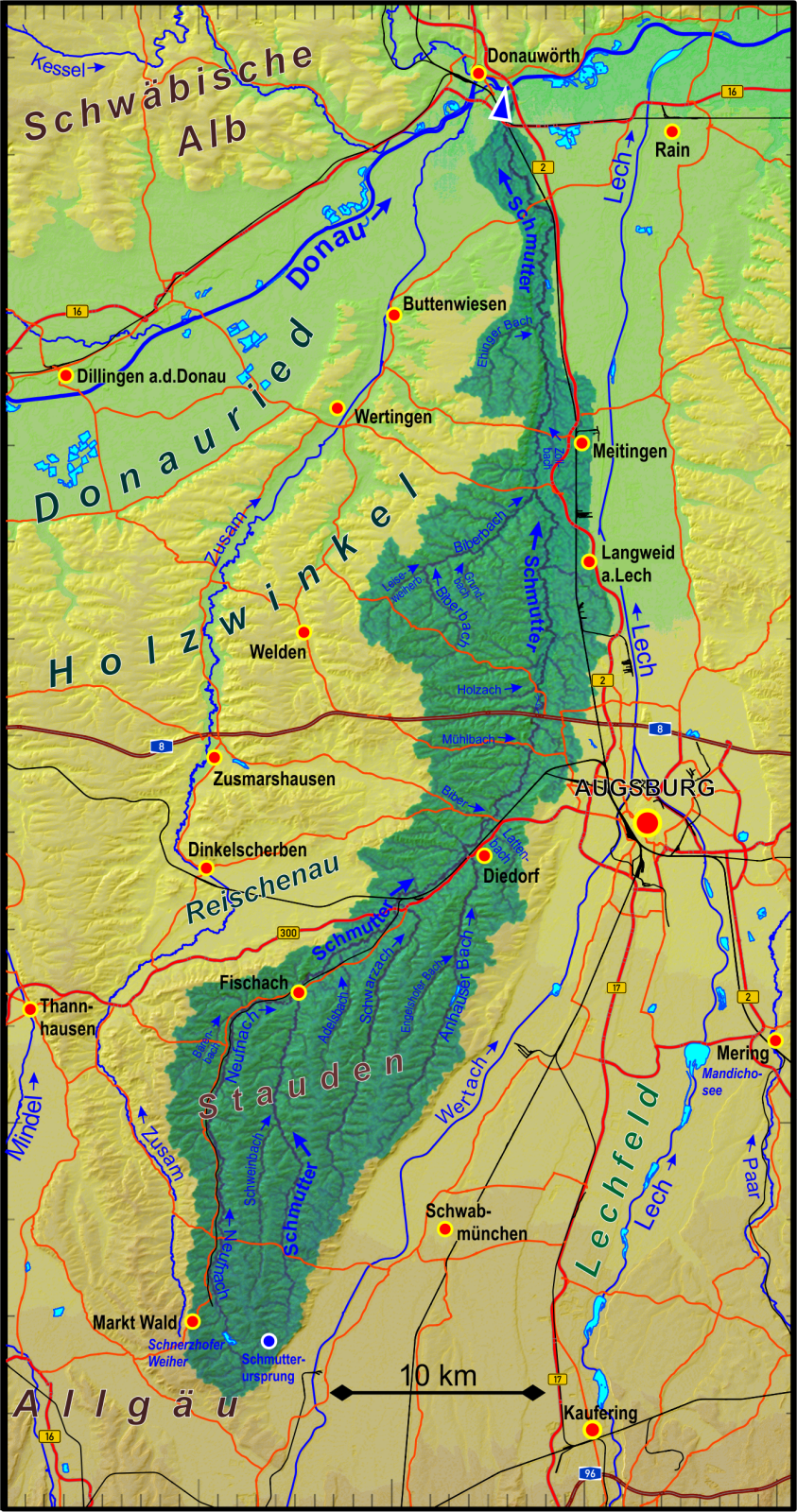
Einzugsgebiet der Schmutter

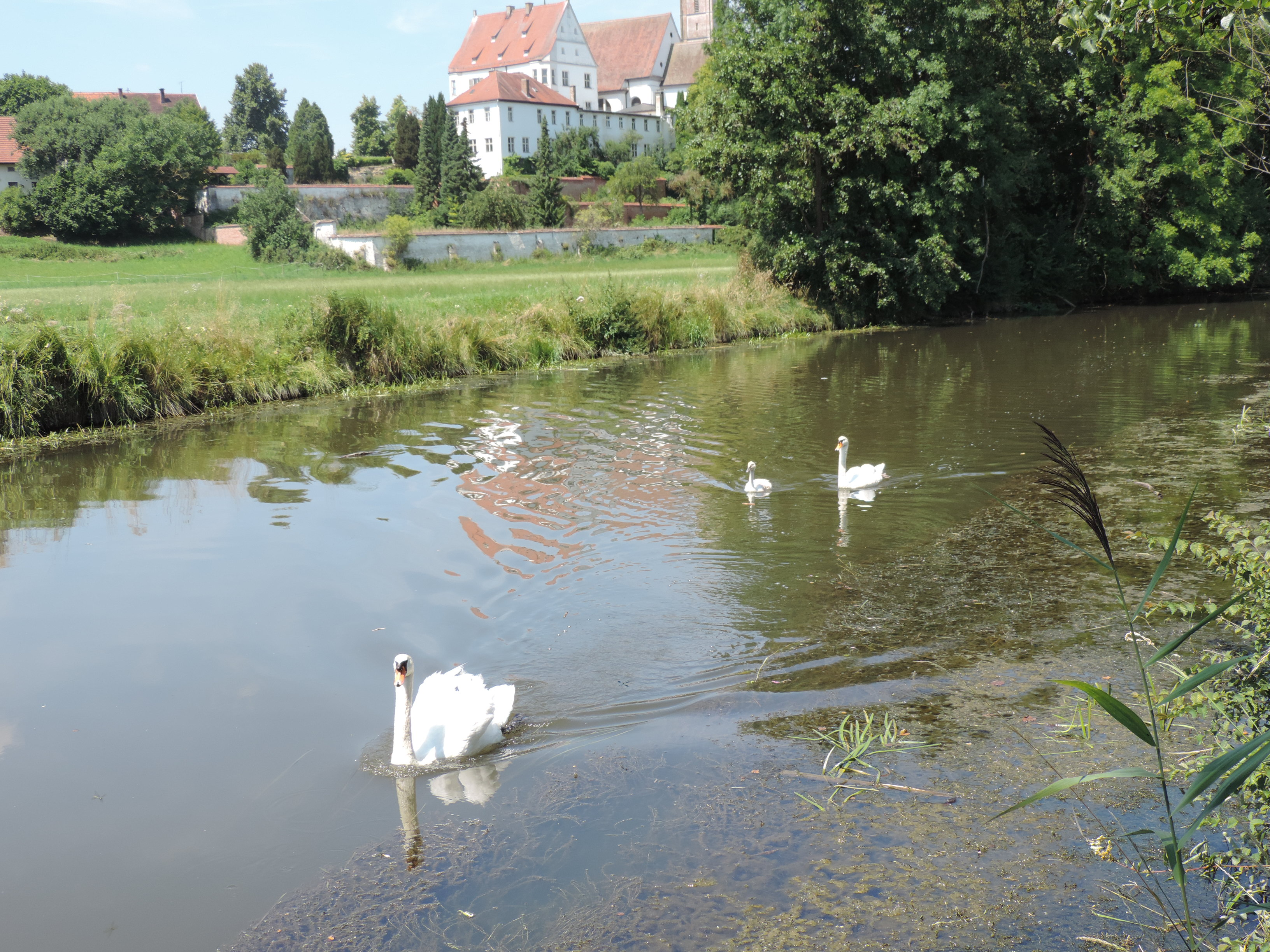
Schmutter bei Gablingen mit Schloss im Hintergrund

### Verlauf
Die Schmutter entspringt in den Stauden etwa drei Kilometer westlich von Siebnach und fließt in nördlicher Richtung durch das tertiäre Hügelland und den Naturpark Westliche Wälder Richtung Donau. Ab Neusäß läuft sie dabei am westlichen Rand des Lechtals. Am Unterlauf zweigt sie nach rechts den Egelseebach ab, der etwas unterhalb von ihr in die Donau mündet. An der Schmuttermündung bei Donauwörth lag zur Römerzeit der nördliche Endpunkt der Via Claudia.

### Einzugsgebiet
Die Schmutter entwässert Teile der Iller-Lech-Schotterplatten innerhalb eines ca. 68 km langen und bis zu 13 km breiten, Süd-Nord-orientierten Streifens.
Im Westen grenzt das 507 km² große Einzugsgebiet der Schmutter an das der Zusam und im Osten an das des Lechs.

### Zuflüsse
Die Liste führt eine Auswahl der Zuflüsse von der Quelle zur Mündung auf. Außer den genannten gibt es insbesondere auch zahlreiche Altarme, Teilungsarme und Entwässerungsgräben zur Schmutter.
- Erzrinne, von links, im Wald entlang der Gemeindegrenze Ettringen/Markt Wald
- Reichenbach, von rechts nach Berghöfe
- Wolfsgraben, von rechts bei Konradshofen
- Rinnbach, von links bei Rielhofen
- Schweinbach, von links bei Münster, 10,7 km und 14,2 km²
- Kruckenbächle, von links bei Mickhausen
- Aubächle, von links in Siegertshofen
- Wührgraben, linker Teilungsarm bei Willmatshofen
- Neufnach, von links in Markt Fischach, 30,1 km und 72,3 km²
- Käsgraben, von links gegenüber Markt Fischach
- Adelsbach, von rechts, 7,1 km und 8,9 km²
- Schwarzach, von rechts gegenüber Deubach, 21,3 km und 37,5 km²
- Dullbach, von links bei der Deubacher Mühle
- Willishauser Bach, von links bei Oggenhof, 3,2 km und 3,5 km²
- Anhauser Bach, von rechts bei Markt Diedorf, 19,7 km und 43,8 km²
- Kehlbach, von links in einen linken Teilungsarm bei Kreppen
- Biber, von links in einen linken Teilungsarm bei Kreppen
- Lettenbach, von rechts bei Lettenberg, 5,3 km und 6,4 km²
- Holzmahdgraben, von links in Ottmarshausen
- Ablaßbächle, rechter Teilungsarm bei Neusäss, geht kurz vor dem vorigen ab
- Mühlbach, von links bei Hammel
- Riedgraben, von rechts bei Täfertingen
- Gailenbach, von links bei Gailenbach, 5,5 km und 6,6 km²
- Böglegraben, von links bei Batzenhofen in einen linken Teilungsarm
- Holzach, von links nahe Holzhausen
- Rotgraben, von links vor Gablingen
- Schlauegraben, von links nach Gablingen
- Hardweggraben, von links
- Schwarzgraben, von links in Achsheim
- Biberbach, von links in einen linken Teilungsarm bei Biberbach, 12,5 km und 56,9 km²
- Ruhrbach, von rechts bei Ehekirchen
- Dorfbach, von links bei Markt
- Zollbach, von rechts gegenüber der Langenreichermühle
- Hüttenbach, von rechts in einen rechten Teilungsarm bei Westendorf
- Ortlfinger Bach, von links in einen linken Teilungsarm bei Ehingen
- → (Abgang des Egelseebachs), nach rechts vor Mertingen; mündet selbständig unterhalb der Schmutter in die Donau
- Kuppelweidgraben, von links gegenüber Nordheim

### Ortschaften
Ortschaften am Lauf mit ihren Zugehörigkeiten. Nur die Namen tiefster Schachtelungsstufe bezeichnen Siedlungsanrainer.
- Landkreis Unterallgäu
  - Markt Wald
    - (keine Besiedlung am Lauf)

  - Gemeinde Ettringen
    - (keine Besiedlung am Lauf)
- Landkreis Augsburg
  - Gemeinde Scherstetten
    - Bruderhof (Weiler, rechts am Hang)
    - Scherstetten (Pfarrdorf, überwiegend links)
    - Berghöfe (Weiler, rechts am Hang)
    - Erkhausen (Dorf, links in etwas Abstand)
    - Konradshofen (Pfarrdorf, überwiegend links und am Hang)
    - Hilpoldsberg (Weiler, rechts am Hangfuß)

  - Gemeinde Mickhausen
    - Rielhofen (Dorf, links)
    - Münster (Kirchdorf, fast nur links)
    - Zirken (Weiler, rechts)
    - Mickhausen (Pfarrdorf, überwiegend rechts)
    - Niederhof (Dorf, rechts)

  - Markt Fischach
    - Siegertshofen (Pfarrdorf)
    - Tronetshofen (Dorf, rechts)
    - Willmatshofen (Pfarrdorf, fast nur rechts)
    - Fischach (Hauptort, überwiegend rechts)
    - Heimberg (Weiler, links am Unterhang)

  - Gemeinde Gessertshausen
    - Margertshausen (Kirchdorf, rechts überwiegend am Hang)
    - Wollishausen (Kirchdorf, links)
    - Dietkirch (Weiler, rechts, zu Füßen des Kirchdorfs Gessertshausen)

  - Gemeinde Kutzenhausen
    - Brunnenmühle (Einöde, links)

  - Gemeinde Gessertshausen
    - Deubach (Kirchdorf, links überwiegend auf der Hochebene)
    - Deubacher Mühle (Einöde, links)

  - Markt Diedorf
    - Hausen (Dorf, fast nur links)
    - Diedorf (Pfarrdorf, rechts fast völlig über dem Talgrund)
    - Kreppen (Dorf, links am Hangfuß)

  - Stadt Neusäß
    - Schlipsheim (Dorf, links am Hang und darüber)
    - Westheim (Pfarrdorf, rechts)
    - Hainhofen (Pfarrdorf, links am Hang und darüber)
    - Ottmarshausen (Pfarrdorf, links am Hang)
    - Hammel (Dorf, links)
    - Täfertingen (Pfarrdorf, rechts am Hang und darüber)

  - Stadt Gersthofen
    - Gailenbacher Mühle (rechts, gehört zum Dorf Edenbergen)
    - Hirblingen (Pfarrdorf, rechts am Hang)
    - Batzenhofen (Pfarrdorf, links meist am Hang)

  - Gemeinde Gablingen
    - Gablingen (Pfarrdorf, fast nur links und am Hang)

  - Gemeinde Langweid am Lech
    - Achsheim (Pfarrdorf, links und am Hang)
    - Eggelhof (Weiler, links etwas entfernt am Hang)

  - Markt Biberbach
    - Eisenbrechtshofen (Dorf, links am Hang)
    - Furtmühle (Einöde, links)

  - Markt Meitingen
    - Ehekirchen (Einöde, rechts)

  - Markt Biberbach
    - Markt (Kirchdorf, links am Auenrand)
    - Ehekirchmühle (Einöde, zwischen zwei Flussarmen)

  - Markt Meitingen
    - Langenreichermühle  (Weiler, links)

  - Gemeinde Kühlenthal
    - Kühlenthal (Dorf, links)

  - Gemeinde Westendorf
    - Westendorf (Pfarrdorf, rechts an einem Teilungsarm)

  - Gemeinde Nordendorf
    - Blankenburg (Dorf, links)
    - Nordendorf (Dorf, rechts)

  - Gemeinde Allmannshofen
    - Holzen (Pfarrdorf und Kloster links nahe auf der Hochebene)
    - Hahnenweiler (Weiler, links)
    - Schwaighof (Weiler und Gut, rechts)
    - Allmannshofen (Pfarrdorf, überwiegend links und auf der Hochebene)
- Landkreis Donau-Ries
  - Gemeinde Mertingen
    - Druisheim (Kirchdorf, überwiegend links und auf der Hochebene)
    - Burghöfe (Gut, links)
    - Hagenmühle (Einöde, links)
    - Mertingen (Pfarrdorf)

  - Gemeinde Asbach-Bäumenheim
    - Meyfried (Kolonie, rechts)
    - Königsmühle (Einöde, links)
    - Bäumenheim (Ort)

  - Stadt Donauwörth
    - Nordheim (Pfarrdorf, fast nur rechts)

## Geschichte
Nachdem es am Unterlauf der Schmutter zu häufigen Überschwemmungen gekommen war, wurden Ende der 1950er Jahre erste Hochwassermaßnahmen durchgeführt. In den 1970er Jahren begann man planmäßig, von der Mündung her aufwärts den Fluss zu begradigen und zu kanalisieren, um zu verhindern, dass angrenzende Wiesen und Felder bei Schneeschmelze oder starkem Regen überschwemmt würden.
Dies führte jedoch auch dazu, dass die Ernten stark zurückgingen, weil der Fluss Salze aus der Quellregion zugeführt hatte und diese nun nicht mehr eingetragen wurden. Deshalb beendete man die Regulierung in Höhe der Bundesautobahn 8 / Stadt Neusäß und ließ die Schmutter flussaufwärts davon in ihrem natürlichen Lauf, so dass sie hier noch durch flache Talauen mäandriert.
Früher war die Gewässergüte der Schmutter durch Einleitungen von Höfen und Gewerbebetrieben stark beeinträchtigt, durch den Bau von Kläranlagen hat sie sich nun deutlich erholt. Deshalb konnten in den letzten Jahren an der Schmutter einige Naturfreibäder in Mäanderschlingen eingerichtet werden.

## Fauna
Die Schmutter und das Schmuttertal sind sehr artenreich.

### Vögel
Das ganze Jahr über gibt es dort viele Vögel, im Winter sind regelmäßig Silber- oder Graureiher zu sehen. Außerdem sind viele andere seltene Wintervögel an der Schmutter anzutreffen. Rohrdommeln, die man eher selten sieht, suchen gelegentlich im hohen Schilf Schutz. Im Frühling und im Herbst können viele Zugvögel gesichtet werden, besonders seltene Watvögel wie z. B. der große Brachvogel suchen auf überschwemmten Wiesen nahe der Schmutter nach Futter. Manchmal kommen bis zu 20 Weißstörche an die Wiesen und suchen in Altwassern nach Fröschen und anderen Amphibien. Im Sommer kommen viele Singvögel, aber auch Greifvögel wie der Rotmilan oder der Mäusebussard vor. Im Norden am Rande des Ortes Gablingen brüten oft Turmfalken, ebenso auf Höhe von Vogelsang.

### Reptilien
Es gibt Ringelnattern am Oberlauf der Schmutter, sonst ist über die Reptilienpopulation im Schmuttertal nicht viel bekannt.

### Amphibien
In den Altwassern der Schmutter kommen sehr viele Amphibienarten vor: der Grasfrosch, die Erdkröte, der Seefrosch und der Kleine Wasserfrosch. Unbekannt ist, ob der Bergmolch noch in der Schmutter vorkommt oder dort ausgestorben ist.

### Säugetiere
Auf den offenstehenden Wiesen, die neben der Schmutter liegen, sieht man selten Paarhufer wie Rehe oder Rothirsche. Die meisten Pflanzenfresser meiden die offenen Wiesen und verbergen sich lieber im Wald. Jedoch kann man am Morgen gelegentlich Fleischfresser wie den Rotfuchs oder den Baummarder sehen. Kleine Nagetiere wie die Rötelmaus sind sehr häufig auf den Wiesen und Gebüschen nahe der Schmutter, werden aber oft übersehen. Biber bauen manchmal Staudämme in den Altwässern der Schmutter.

### Fische
Welche Fischarten in der Schmutter vorkommen, ist nicht bekannt. Manche Arten, wie z. B. die Regenbogenforelle, wurden eingesetzt. Auch die Bachforelle ist wieder anzutreffen, zur Freude der Angler.

## Flora
Im Schmuttertal gibt es viele seltene Pflanzen, von denen einige auf der Roten Liste stehen.